# Échelle de dépression postnatale d'Édimbourg
L'échelle de dépression post-natale d’Édimbourg (EPDS pour l'anglais : Edinburgh Postnatal Depression Scale) est le principal instrument de dépistage de dépression des mères dans le post-partum.
Elle a été élaborée en 1987 par J.L. Cox, J.M. Holden et R. Sagovsky.

## Présentation
L'échelle a été élaborée en 1987 par J.L. Cox, J.M. Holden et R. Sagovsky dans les centres de santé de Livingston et Édimbourg,
En 1992, P. Hannah a montré que l’EPDS permettait, en mesurant l’intensité de la symptomatologie dépressive du blues du post-partum, de repérer les mères ayant un risque élevé de développer ultérieurement une dépression périnatale.
L'EPDS se présente sous la forme d'un auto-questionnaire à dix items pouvant être côtés de zéro à trois. Les mères obtenant un score de douze ou plus sont définies comme étant à risque.
Reconnue comme principal instrument de dépistage de dépression des mères dans le post-partum, l'EPDS a été traduite et validée en plusieurs langues dont le français en 1998 par Guedeney et Fermanian et l'arabe en 2020,,.